# Chessy-les-Prés
Chessy-les-Prés é uma comuna francesa na região administrativa de Grande Leste, no departamento de Aube. Estende-se por uma área de 25,69 km². Em 2010 a comuna tinha 525 habitantes (densidade: 20,4 hab./km²).